# 多羅尾光俊
多羅尾光俊 (たらお みつとし，永正十一年（1514）～慶長十四年（1609）)
（1514-1609）
甲賀忍者。甲賀五十三家之豪族、多羅尾14代目之光俊(光俊為家督世襲名)。四郎兵衛、四郎右衛門。號道賀齋。
原為六角家臣，甲賀郡信樂小川城主。後改仕織田家。
本能寺之變時，幫助德川家康從堺返回三河，
先迎入居城近江小川城，並命其子光雅負責護衛家康返回三河。
後來投靠霸權豐臣秀吉氏。雖然侍奉豐臣家，但隸屬關白豐臣秀次的部下，
但是在秀次遭到肅清後因為連座處分而失勢。
秀吉過世後，被德川家康所登庸，
受德川幕府令，將原伊賀與甲賀忍者合構成伊賀同心之甲賀組頭領，明治時代依然存續。
以九十六歲之高齡安樂往生。

## 登場作品
影視劇
- 怎麼辦家康（2023年、NHK大河劇、演：喜太郎（日语：きたろう））